# Deák Ferenc tér
Deák Ferenc tér (Ferenc Deákplatsen) är en centralt belägen plats i Budapest som är uppkallad efter Ferenc Deák. Under platsen finns Budapests tunnelbanecentral Deák Ferenc tér. 

## Galleri

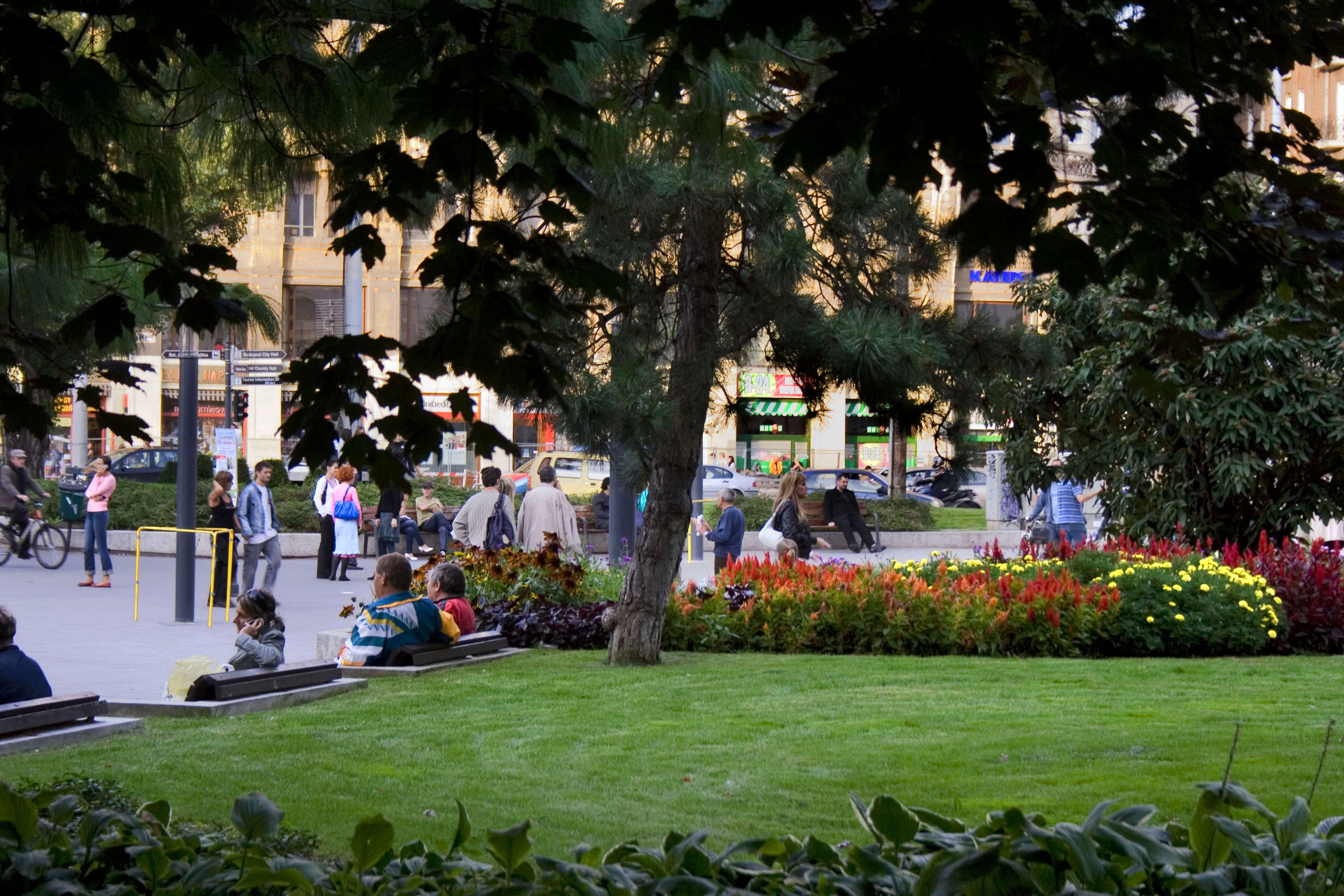
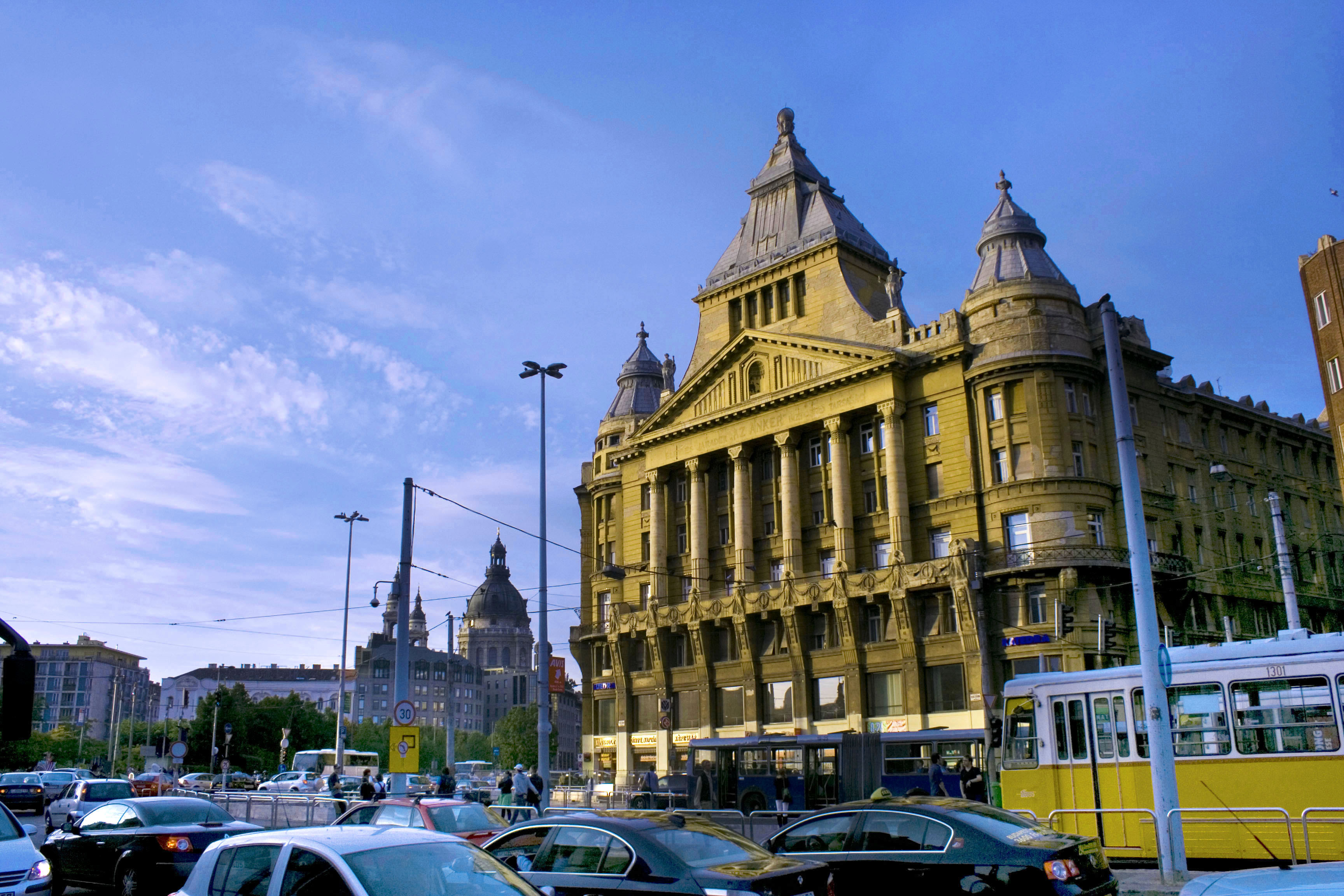
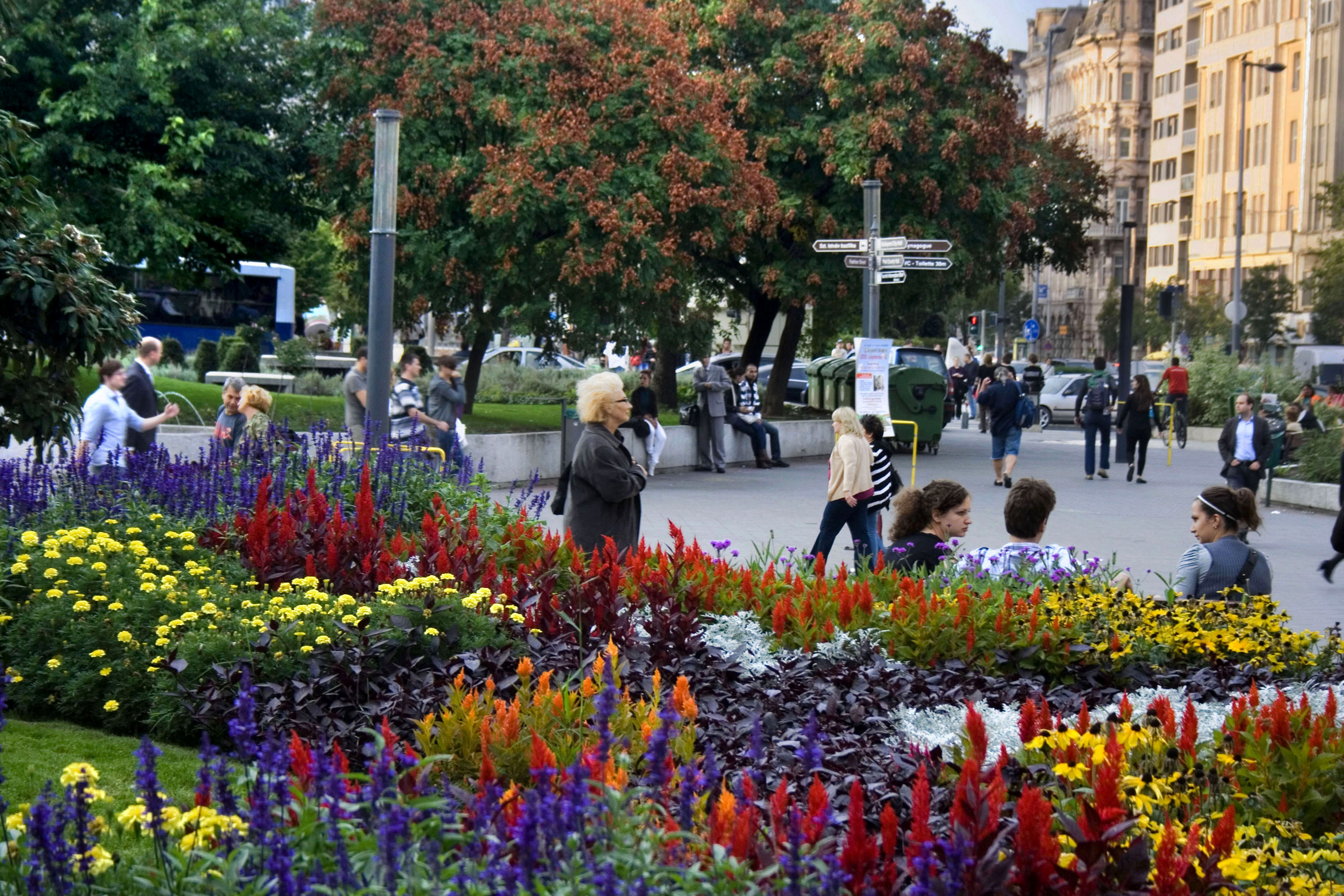